# Берналило (Њу Мексико)
Берналило (енгл. Bernalillo) град је у америчкој савезној држави Њу Мексико.

## Демографија
По попису из 2010. године број становника је 8.320, што је 1.709 (25,9%) становника више него 2000. године.
| Група             | 2000.         | 2010.         |
| Белци             | 1.327 (20,1%) | 1.955 (23,5%) |
| Афроамериканци    | 49 (0,7%)     | 74 (0,9%)     |
| Азијати           | 13 (0,2%)     | 41 (0,5%)     |
| Хиспаноамериканци | 4.942 (74,8%) | 5.804 (69,8%) |
| Укупно            | 6.611         | 8.320         |